# Śpiąca Ariadna
Śpiąca Ariadna – rzymska rzeźba pochodząca z I/II wieku, będąca kopią greckiego oryginału z okresu hellenistycznego, wykonanego w kręgu szkoły pergameńskiej. Znajduje się w Muzeach Watykańskich (Museo Pio-Clementino).

## Historia
Na początku XVI wieku rzeźba stanowiła własność Angelo Maffei. Zakupiona w 1512 roku przez papieża Juliusza II, została umieszczona na dziedzińcu watykańskiego Belwederu jako część dekoracji fontanny. Ponieważ postać ma owiniętą wokół ręki bransoletę przedstawiającą węża, przez długi czas uważano ją za wizerunek umierającej Kleopatry. Dopiero w XVIII wieku Ennio Quirino Visconti zidentyfikował ją jako mityczną Ariadnę. W 1779 roku rzeźbę przeniesiono do Muzeów Watykańskich. W 1798 roku wywieziona przez Francuzów do Paryża jako zdobycz wojenna, wróciła do Rzymu po upadku Napoleona.
Wykonana z marmuru rzeźba ma 161 cm wysokości. Nawiązuje do mitu o Ariadnie, która porzucona przez Tezeusza podczas snu na wyspie Naksos została zbudzona przez Dionizosa, który pojął ją za żonę. Uzupełnienia konserwatorskie, wykonane przez Gaspara Sibillę, obejmują skalne łoże, prawą rękę i część twarzy. Obecnie ustawiona jest na odkrytym w 1748 roku rzymskim sarkofagu, ozdobionym scenami przedstawiającymi gigantomachię. Rzeźba przypuszczalnie stanowiła inspirację dla Michała Anioła przy skręconych pozach Nocy i Dnia.